# Twisp (Washington)
Twisp es un pueblo ubicado en el condado de Okanogan en el estado estadounidense de Washington. En el año 2000 tenía una población de 938 habitantes y una densidad poblacional de 311,9 personas por km².

## Geografía
Twisp se encuentra ubicada en las coordenadas 48°21′50″N 120°7′11″O / 48.36389, -120.11972.

## Demografía
Según la Oficina del Censo en 2000 los ingresos medios por hogar en la localidad eran de $26.354, y los ingresos medios por familia eran $31.944. Los hombres tenían unos ingresos medios de $26.250 frente a los $17.857 para las mujeres. La renta per cápita para la localidad era de $16.257. Alrededor del 19,8% de la población estaban por debajo del umbral de pobreza.